# Nhà ga Szczecin Główny
Szczecin Główny (tiếng Đức: Stettin Hauptbahnhof), (Tiếng Ba Lan là ga chính Szczecin) là ga đường sắt chính của thành phố Szczecin, ở West Pomeranian Voivodeship, Ba Lan. Nhà ga mở cửa vào ngày 15 tháng 8 năm 1843 và nằm trên tuyến đường sắt Berlin-Szczecin, đường sắt Warsaw-Szczecin, đường sắt Poznan-Szczecin, đường sắt Bützow-Szczecin và đường sắt Szczecin-Trzebież Szczeciński. Các dịch vụ xe lửa được vận hành bởi PKP, Przewozy Regionalne và Deutsche Bahn.

## Lịch sử
Năm 1836, Ủy ban Xây dựng Đường sắt Berlin-Szczecin được thành lập. Vào ngày 15 tháng 8 năm 1843, chuyến tàu đầu tiên từ Berlin tiến vào ga, vào thời điểm đó được gọi là Berliner Bahnhof. Tuyến đường này kết thúc ở Berlin tại nhà ga Berlin Stettiner Bahnhof, sau đổi tên thành Berlin Nordbahnhof). Đây là sự khởi đầu của đường sắt ở Pomerania. Nhà ga cũng là bước đầu tiên trong việc phá hủy các công sự của thành phố Phổ của Pháo đài Phổ (Pháo đài Preußen). Năm 1846, tuyến đường sắt đến Stargard được mở, năm 1848, tuyến này được mở rộng đến Poznan.
Việc xây dựng nhà ga đã có từ khoảng năm 1900, sau khi thay đổi và tái thiết sau những thiệt hại gây ra trong Thế chiến II vẫn còn tồn tại đến ngày nay.
Từ năm 1975 đến 1980, hầu hết các tuyến đường sắt xung quanh Szczecin đều được điện khí hóa.

## Hiện đại hóa
Vào năm 2007, nhà ga đã được cải tạo một phần liên quan đến sự kiện kết thúc của cuộc đua thuyền The Tall Ship Races. Sảnh vào của nhà ga và cầu đi bộ đã được hiện đại hóa.
Vào ngày 20 tháng 12 năm 2010, một thỏa thuận đã được ký kết để tái cấu trúc lại nhà ga và môi trường xung quanh. Theo kế hoạch, đến cuối năm 2014, công trình sẽ hoàn thành.
Vào ngày 1 tháng 10 năm 2014 PKP đã ký hợp đồng tái thiết đường sắt. Là một phần của khoản đầu tư này, sân ga 1 và 4 đã được xây dựng lại và một cây cầu mới được xây dựng. Trong tương lai, nó được lên kế hoạch cho giai đoạn thứ hai của việc hiện đại hóa nhà ga. Tòa nhà chính của nhà ga đã hoàn toàn đóng cửa để cải tạo, với một nhà ga tạm thời được mở. Vào ngày 29 tháng 4 năm 2016, nhà ga hiện đại hóa đã được khai trương.

## Dịch vụ xe lửa
Trạm được phục vụ bởi (các) dịch vụ sau:
- Dịch vụ liên tỉnh Swinoujscie - Szczecin - Stargard - Krzyz - Poznan - Kutno - Warsaw - Bialystok / Lublin - Rzeszow - Przemysl
- Dịch vụ liên tỉnh Swinoujscie - Szczecin - Stargard - Krzyz - Poznan - Leszno - Wroclaw - Opole - Katowice - Krakow - Rzeszow - Przemysl
- Dịch vụ liên tỉnh Szczecin - Stargard - Krzyz - Poznan - Kutno - Lowicz - Lodz - Krakow
- Dịch vụ liên tỉnh Szczecin - Stargard - Krzyz - Pila - Bydgoszcz - Torun - Kutno - Lowicz - Warsaw - Lublin - Rzeszow - Przemysl
- Dịch vụ liên tỉnh Szczecin - Stargard - Kalisz Pomorski - Pila - Bydgoszcz
- Dịch vụ liên tỉnh Szczecin - Stargard - Bialogard - Koszalin - Slupsk - Lebork - Gdynia - Gdansk - Malbork - Elblag - Olsztyn - Elk - Bialystok
- Dịch vụ liên tỉnh Swinoujscie - Szczecin - Kostrzyn - Rzepin - Zielona Gora - Wroclaw
- Các dịch vụ trong khu vực (R) Swinoujscie - Szczecin - Stargard - Dobiegniew - Krzyz - Wronki - Poznan
- Các dịch vụ khu vực (R) Szczecin - Stargard - Bialogard - Koszalin - Slupsk
- Dịch vụ khu vực (R) Szczecin - Stargard - Kalisz Pomorski - Pila
- Các dịch vụ khu vực (R) Szczecin - Kostrzyn - Rzepin - Zielona Gora
- Các dịch vụ khu vực RE 4 Lzigeck - Bad Kleinen - Güstrow - Neubrandenburg - Pasewalk - Szczecin
- Các dịch vụ khu vực RE 66 Berlin - Eberswalde - Angermunde - Tantow - Szczecin
- Dịch vụ khu vực RB 66 Angermunde - Tantow - Szczecin

## Phương tiện giao thông công cộng
Có các dịch vụ xe buýt và xe điện khởi hành từ nhà ga.

## Hình ảnh

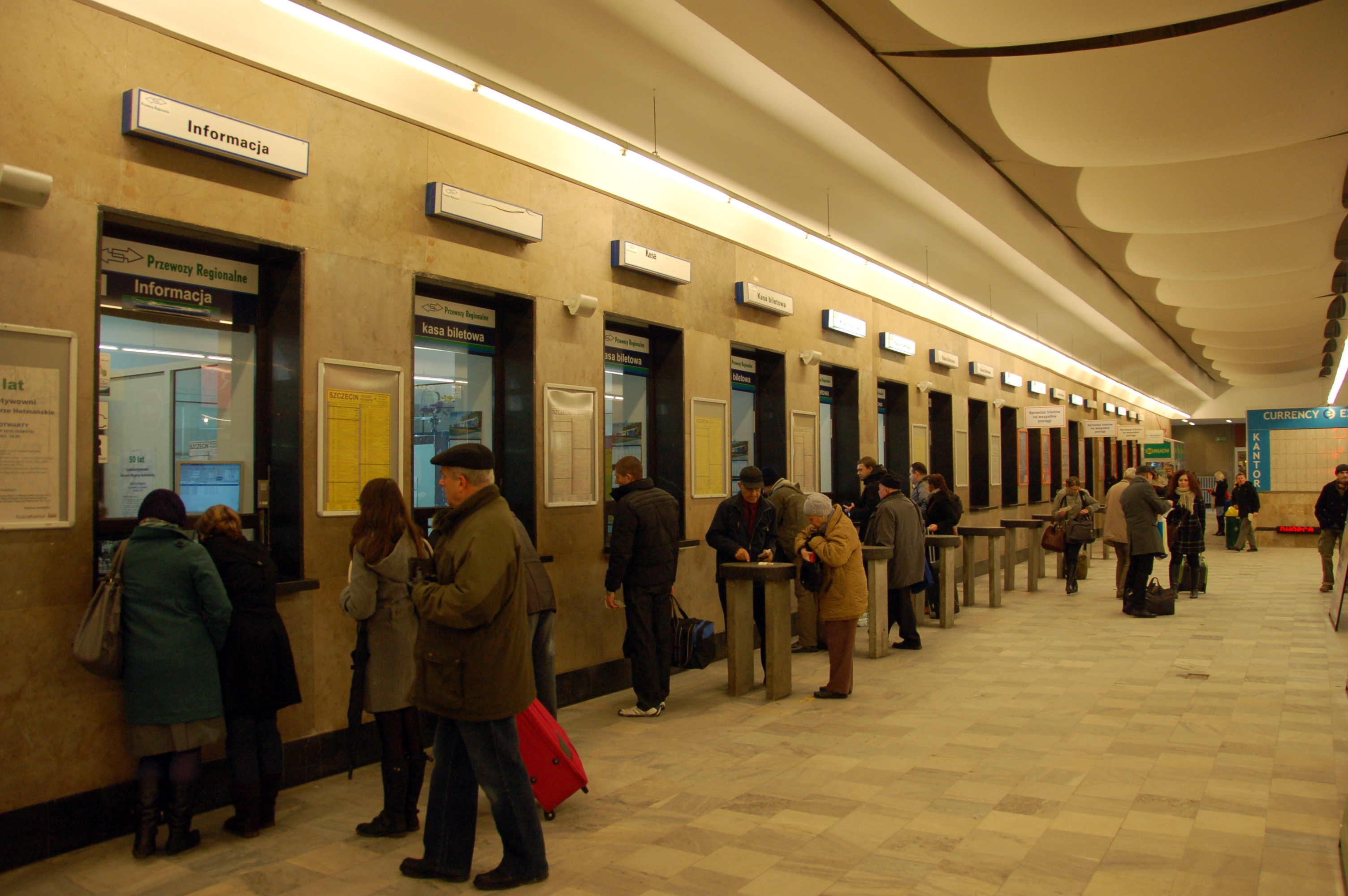
Phòng vé
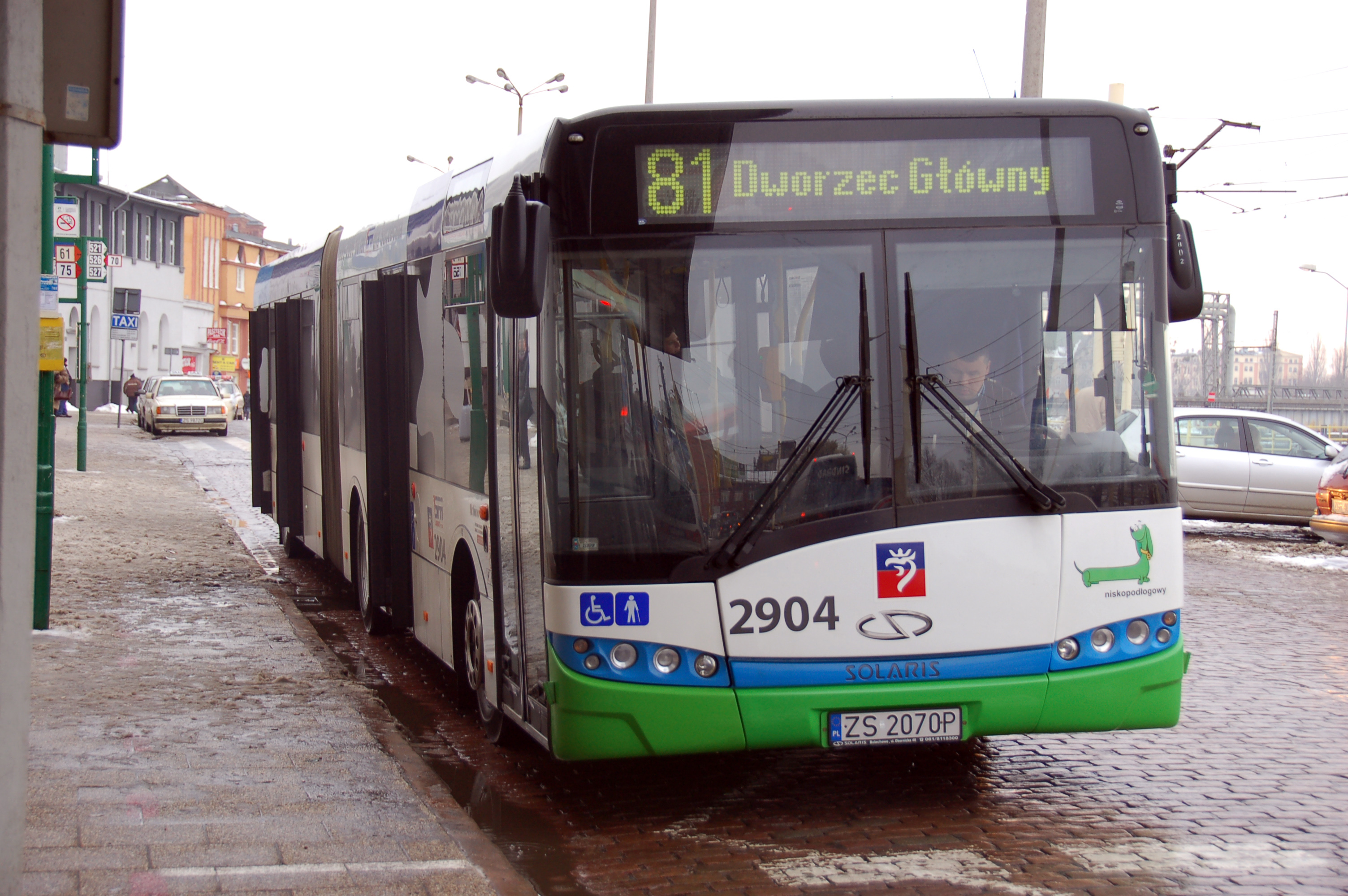
Một chiếc xe buýt bên ngoài nhà ga
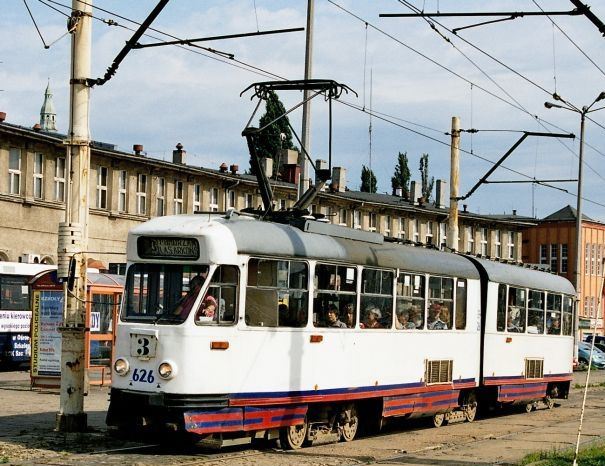
Một xe điện bên ngoài nhà ga
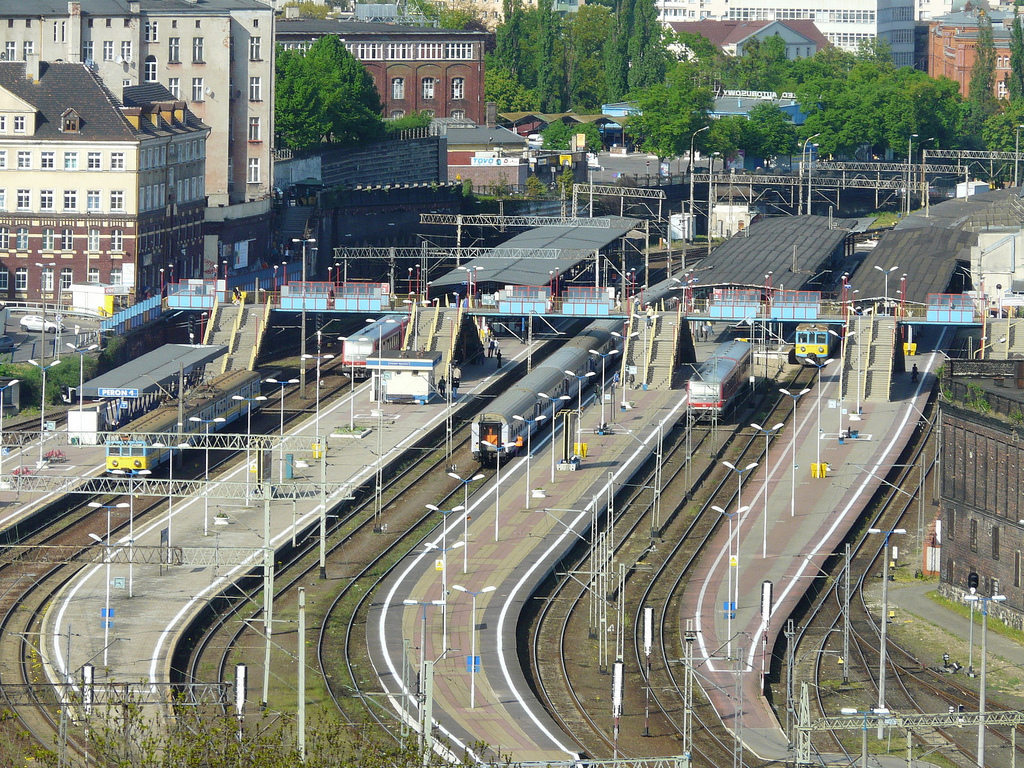
Nhà ga
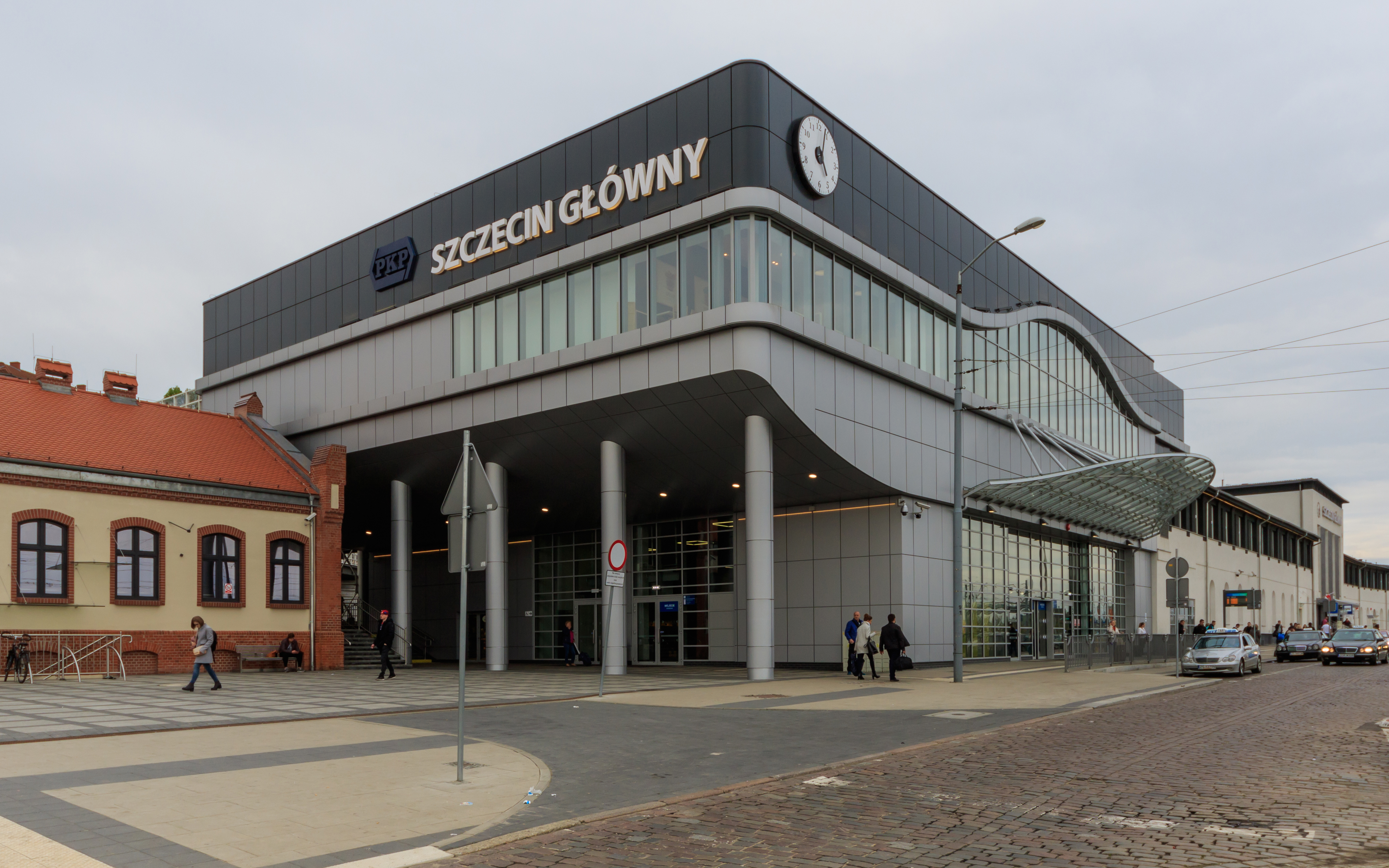
Nhà ga hiện đại hóa